# Långharun, Ingå
Långharun är en ö i Finland. Den ligger i Finska viken och i kommunen Ingå i den ekonomiska regionen  Raseborg i landskapet Nyland, i den södra delen av landet. Ön ligger omkring 57 kilometer väster om Helsingfors.
Öns area är 3,2 hektar och dess största längd är 450 meter i öst-västlig riktning.